# Oxynotus bruniensis
Oxynotus bruniensis – gatunek drapieżnych, morskich rekinów z rodziny brązoszowatych (Oxynotidae). 

## Morfologia
Bardzo nietypowy, jak na rekina, kształt ciała – bardzo wysoki, w przekroju poprzecznym trójkątny z krótkim ogonem i płetwą ogonową dużą, ale niepodzieloną na płaty dolny i górny, w praktyce jednorodną. Dwie duże i wysokie płetwy grzbietowe, tylna mniejsza od przedniej, obie z kolcami, płetwa odbytowa nie występuje, płetwy piersiowe duże. Oczy duże, głowa krótka, usta małe. Barwa szaro-brązowa. Brzegi płetw białe. Na brzuchu listwa skórna. Skóra bardzo szorstka dzięki licznym zębom skórnym (plakoidalnym). Samice osiągają długość ciała do 73 cm; samce do 60 cm; dymorfizm płciowy pod względem wielkości dość wyraźny. 

## Występowanie
Wody przybrzeżne, denne południowej Australii i całej Nowej Zelandii.  

## Ekologia
Pokarm
Bentoniczne bezkręgowce, raczej nie poluje na ryby. 
Środowisko
Morskie wody przybrzeżne, głębokości od 50 do 500 m. 
Rozmnażanie
Jajożyworodne, samica rodzi do siedmiu młodych. 
Ataki na ludzi
Nie atakuje.